# Ручьевая (Псковская область)
Ручьевая — деревня в Дедовичском районе Псковской области России. Входит в состав Вязьевской волости.
Расположена на востоке района, в 30 км к юго-востоку от районного центра Дедовичи.

## Население
| 2001 | 2002 | 2010 |
| ---- | ---- | ---- |
| 42   | ↘37  | ↘21  |

Численность населения деревни по оценке на начало 2001 года составляла 42 жителя.

## История
До июня 2010 года деревня входила в состав ныне упразднённой Чернецовской волости. С июля 2010 до апреля 2015 года деревня входила в состав Сосонской волости, упразднённой затем в пользу Вязьевской волости.